# Здрастуй, Москва!
«Здрастуй, Москва!» — радянська музична кіноповість 1945 року режисера Сергія Юткевича. За офіційною версією — дебютний фільм Георгія Віцина. У деяких моментах фільму і у титрах можна побачити знаменитий монумент «Робітник і колгоспниця», що став пізніше заставкою кіностудії «Мосфільм», де і була знята картина.

## Сюжет
На огляді художньої самодіяльності учень ремісничого училища співає пісню про Москву, акомпануючи собі грою на баяні. Баян належав колись кадровому робітникові, який загинув під час демонстрації 1905 року, інструмент побував у багатьох руках, перш ніж потрапив до хлопців. Історію цього музичного інструменту розповідає директор училища…

## У ролях
- Микола Леонов — Коля Леонов, учень ремісничого училища, поет
- Н. Стравинська — Таня Никанорова, внучка майстра
- Олег Бобров —  Олег Бобров, учень ремісничого училища, баяніст, вокал
- Віктор Селезньов — Федя Капустін, учень ремісничого училища, боксер
- Борис Бодров — Борис Бодров, учень ремісничого училища
- Сергій Ільд — Сергій, учень ремісничого училища
- Леонід Пирогов — Никанор Іванович Никаноров, майстер
- Іван Любєзнов — Іван Олександрович, директор ремісничого училища
- Олександр Ширшов — Сергій Сергійович, вихователь
- Сергій Філіппов — Семен Семенович Брикін, баяніст
- Борис Тенін — письменник
- Георгій Віцин — залізничник на станції «Дольськ»
- Павло Кадочников — Костянтин Миколайович Златогоров, ремонтний слюсар паровозного депо
- Степан Каюков — представник заводу
- Костянтин Сорокін — завсідник пивного бару
- Павло Шпрингфельд — пасажир поїзда

## Знімальна група
- Режисер-постановник: Сергій Юткевич
- Сценаристи: Михайло Вольпін, Микола Ердман
- Композитор: Анатолій Лєпін
- Оператор: Марк Магідсон
- Художники: Петро Бейтнер, Сергій Воронков
- Звукорежисер: Ольга Упеник
- Текст пісень: В. Шкаровський, Ольга Фадєєва